# Кадин Јеловац
Кадин Јеловац је насељено мјесто у општини Козарска Дубица, Република Српска, БиХ. Према попису становништва из 1991. у насељу је живјело 391 становника.

## Становништво
| Демографија | Демографија | Демографија |
| Година      | Становника  | Становника  |
| ----------- | ----------- | ----------- |
| 1948.       | 493         |             |
| 1953.       | 492         |             |
| 1961.       | 486         |             |
| 1971.       | 497         |             |
| 1981.       | 483         |             |
| 1991.       | 391         |             |